# Codex Chigi

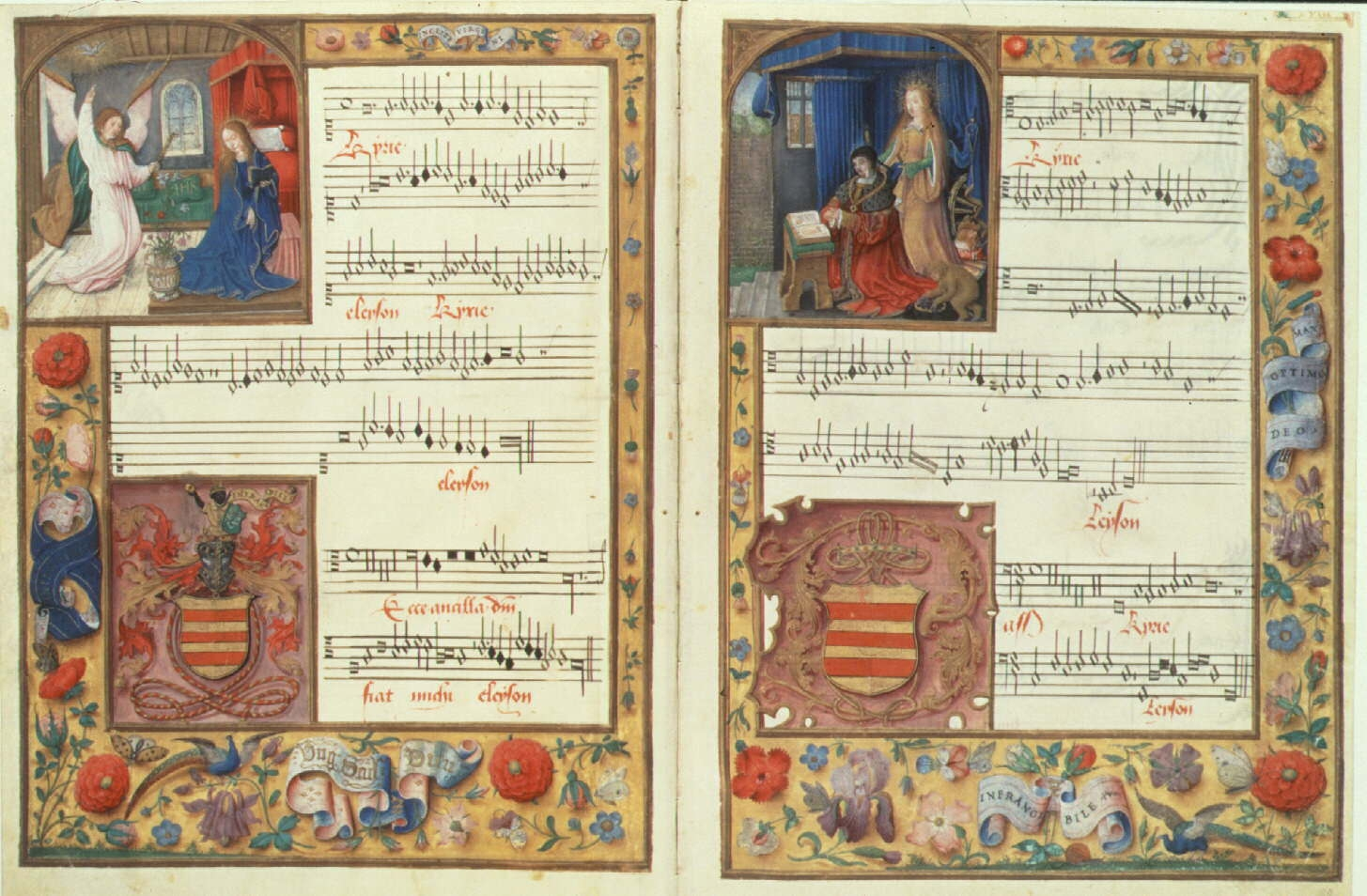
Pages avec miniatures du Kyrie d'Ockeghem de la Missa Ecce ancilla Domini

Le Codex Chigi est un manuscrit enluminé conservé à la Bibliothèque apostolique vaticane sous la cote Chigiana, C. VIII. 234.

## Description
Ce manuscrit de musique a été composé en comté de Flandre, peut-être à Gand à l'atelier du Maître de l'Hortulus Animae, entre 1498 et 1503, probablement à la demande de Philippe Ier de Castille. Il est remarquable non seulement par la qualité de ses miniatures, mais également par la clarté et la lisibilité de ses notations musicales. Il contient un catalogue quasi complet des messes polyphoniques de Johannes Ockeghem et une collection de cinq autres, basées sur la mélodie de L'Homme armé.
Un certain nombre de feuillets, y compris huit œuvres, ont été ajoutés postérieurement au manuscrit original, que l'on trouve comme indiqué dans la liste suivante.

## Liste des œuvres
- Alexandre Agricola : Missa in myne zin (sans le Kyrie)
- Antoine Brumel : Missa L'Homme armé
- Antoine Busnois: Missa L'Homme armé
- Antoine de Févin : Sancta Trinita unus Deus (ajoutée)
- Gaspar van Weerbeke : Stabat Mater
- Heinrich Isaac : Angeli archangeli
- Jacques Barbireau : Missa Virgo parens Christi (sans Agnus Dei)
- Jean Mouton : Quis dabit oculis (ajoutée, non attribuée)
- Johannes Ockeghem :
  - Ave Maria (ajoutée)
  - Intemerata Dei Mater
  - Missa Mi-mi
  - Missa Ecce ancilla Domini
  - Missa L'Homme armé
  - Missa Fors seulement (seulement le Kyrie, le Gloria et le Credo)
  - Missa sine nomine (seulement le Kyrie, le Gloria et le Credo)
  - Missa Ma maistresse (seulement le Kyrie et le Gloria)
  - Missa Caput
  - Missa De plus en plus
  - Missa Au travail suis
  - Missa cujusvis toni
  - Missa prolationum
  - Missa quinti toni
  - Missa pro defunctis
- Johannes Regis :
  - Celsi tonantis
  - Clangat plebs
  - Lauda Sion Salvatorem
  - Lux solemnis (non attribuée)
  - O admirabile commercium
- Josquin des Prés :
  - Missa L'Homme armé sexti toni (seulement le Kyrie, le Gloria et le Credo)
  - Stabat Mater
- Loyset Compère :
  - Ave Maria (ajoutée)
  - Missa L'Homme armé
  - Sancte Michael ora pro nobis (ajoutée, non attribuée)
  - Sile frago ac rerum (non attribuée)
- Pierre de La Rue :
  - Credo Sine nomine
  - Missa Almana
- Œuvres anonymes :
  - Ave rosa speciosa
  - Regina coeli (ajoutée)
  - Vidi aquam (ajoutée)
  - un motet sans texte

## Source
- (it) Cet article est partiellement ou en totalité issu de l’article de Wikipédia en italien intitulé « Codice Chigi » (voir la liste des auteurs).